# Kemar Reid
Kemar Reid (Kingston, 15 de agosto de 1994) es un futbolista jamaicano, nacionalizado maltés, que juega en la demarcación de centrocampista para el Floriana FC de la Premier League de Malta.

## Selección nacional
Hizo su debut con la selección de fútbol de Malta el 17 de noviembre de 2023 en un partido de clasificación para la Eurocopa 2024 contra Inglaterra que finalizó con un resultado de 2-0 tras un gol de Harry Kane y un autogol de Enrico Pepe.

## Clubes
| Club                     | País    | Año       | Partidos | Goles |
| ------------------------ | ------- | --------- | -------- | ----- |
| Sporting Central Academy | Jamaica | 2015-2016 | 5        | 5     |
| Mosta FC                 | Malta   | 2016-2017 | 9        | 3     |
| St. Andrews FC           | Malta   | 2017-2020 | 47       | 12    |
| Żejtun Corinthians FC    | Malta   | 2020-2021 | 19       | 8     |
| Sirens FC                | Malta   | 2021-2022 | 15       | 6     |
| Floriana FC              | Malta   | 2022-     | 67       | 25    |